# Antonio Maria Gianelli
Antonio Maria Gianelli (Carro, 12 de abril de 1789 – Placência, 7 de junho de 1846) foi um prelado católico italiano que serviu como bispo de Bobbio de 1837 até sua morte.  Ele foi o fundador da Figlie di Nostra Signora del Giardino e dos Missionários de Santo Afonso. 
Antonio Maria Gianelli se dedicou às necessidades educacionais de seu povo e também atendeu às necessidades espirituais e materiais, estando disponível para ajudar os doentes e os pobres e fez da evangelização o foco de sua missão episcopal. Ele também pregou missões e tornou-se conhecido por seu carisma e sua eloqüência.
A beatificação de Gianelli foi celebrada em 1925 e no final de 1951 tarde ele foi declarado santo. Desde 4 de junho de 2000 ele é o padroeiro de Bobbio e Val di Vara.

## Biografia

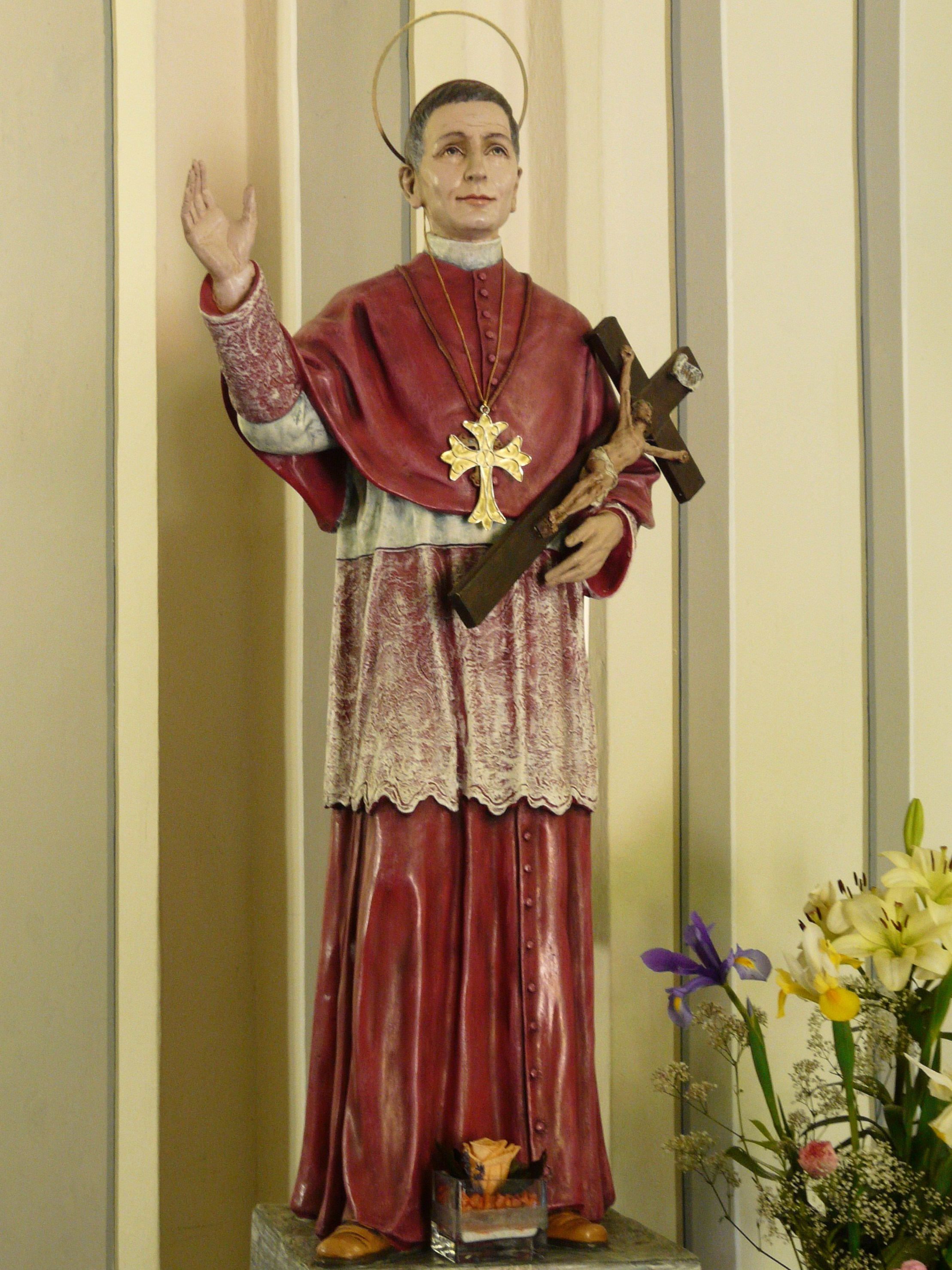
Estátua de Santo Antonio Maria Gianelli no santuário de Cerreta, Itália

Antonio Maria Gianelli nasceu em 12 de abril de 1789 - no domingo de Páscoa - filho de Giacomo e Maria Gianelli; ele tinha cinco irmãos. Sua mãe freqüentemente ensinava catecismo às pessoas e seu pai era conhecido por seus esforços pela paz na cidade. Ele cresceu em uma pequena aldeia de agricultores e foi um aluno excepcional - tanto que a dona da fazenda em que morava - Nicoletta Rebizzo - pagou seus estudos para o sacerdócio.
Ele começou esses estudos em novembro de 1807 em Gênova, onde começou seus estudos em dogmática e prática litúrgica e obteve seu doutorado. Ele fora nomeado subdiácono em setembro de 1811 e recebeu o privilégio bastante incomum de poder pregar enquanto ainda subdiácono, devido à sua eloqüência excepcional ser um fato bem conhecido. O cardeal arcebispo de Gênova Giuseppe Maria Spina o ordenou diaconato em meados de 1812. Ele foi ordenado ao sacerdócio em 1812 (em Gênova, na igreja de Nostra Signora del Carmine) e teve que receber dispensa especial, pois não tinha a idade canônica exigida para a ordenação. Gianelli celebrou sua primeira missa em Cerreta. Ele serviu como pároco em Mântua depois de ser ordenado.  Spina enviou Gianelli em 1812 para ensinar na Carcare em Savona . Em fevereiro de 1813 foi nomeado vice-pároco da igreja de San Matteo em Gênova e em 23 de maio de 1814 ingressou na Congregação dos Missionários Suburbanos de Gênova. De setembro de 1815 a 1817, ele serviu como professor no colégio do Padri Scolopi em Carcare antes de se tornar professor de retórica em novembro de 1816 em Gênova. Ele permaneceu lá até 1822, quando recebeu outro cargo que ocuparia por uma década.  Seus futuros alunos incluíam o futuro Arcebispo de Gênova Salvatore Magnasco e Giuseppe Frassinetti.
Gianelli foi nomeado arcipreste da igreja de São João Batista em Chiavari em 21 de junho de 1826 depois que Luigi Lambruschini o nomeou para esse cargo; ele ocupou essa posição até 1837. A partir de novembro de 1826 ele ensinou em Chiavari ensinando seus estudos disciplinas teológicas, bem como latim e grego. Foi o fundador dos Missionários de Santo Afonso em 1827 para os homens e essa ordem durou desde então até 1856, enquanto os Oblatos de Santo Afonso duraram desde a sua fundação em 1828 até 1848, quando teve de ser dissolvida. Ele também fundou a Figlie di Nostra Signora del Giardino em 12 de janeiro de 1829. Era uma ordem de ensino para mulheres que trabalhavam com doentes. A ordem recebeu a aprovação papal formal do Papa Leão XIII em 7 de junho de 1882, algumas décadas após a morte de Gianelli.
O Papa Gregório XVI o nomeou bispo de Bobbio em 1837 e ele recebeu sua consagração episcopal após sua nomeação. Ele estava pregando missão em fevereiro de 1838, quando soube que a indicação havia sido marcada. Ele restaurou a devoção a São Columbano em sua diocese e dirigiu dois sínodos diocesanos. Ele visitava regularmente cada paróquia de sua diocese. Gianelli passou longos períodos no confessionário para acomodar o fluxo interminável de pessoas que buscam a absolvição.
Em abril de 1845, ele começou a apresentar sinais de tuberculose que não haviam sido diagnosticados desde o início; ele passou o próximo mês em recuperação, onde pareceu recuperar suas forças por um tempo. Ele pareceu se recuperar durante este período, mas sua doença voltou na primavera de 1846 e sua condição começou a se deteriorar em um ritmo rápido. Ele morreu em 7 de junho de 1846 devido a uma forte febre combinada com a tuberculose; ele estava se recuperando em Piacenza na época. Seu pedido ainda continua seu trabalho na Europa e na Ásia e também se expandiu para os Estados Unidos da América. Em 21 de outubro de 2001, uma estátua de mármore branco de Carrara foi dedicada a ele.

## Veneração

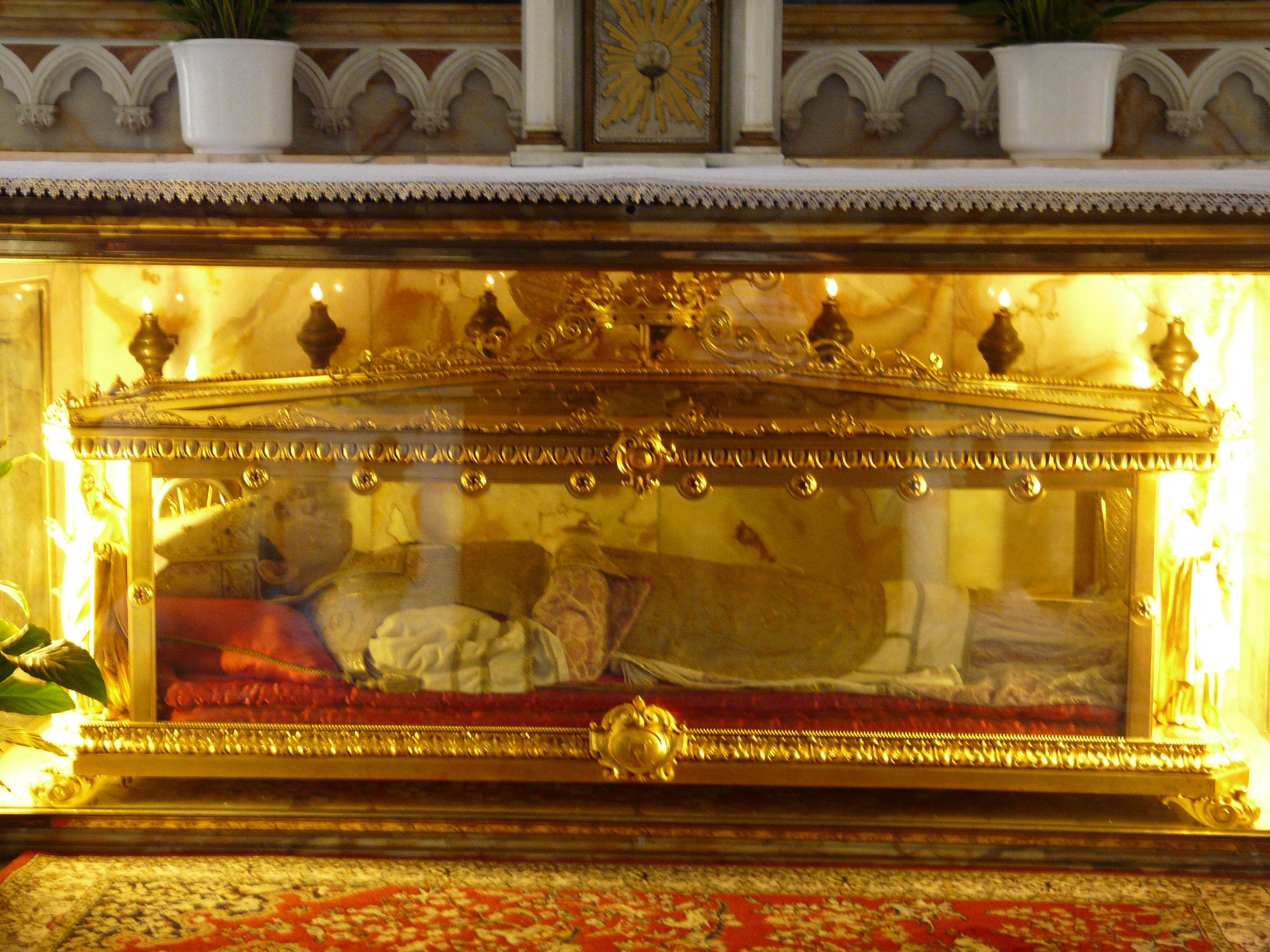
Seu túmulo na Catedral de Bobbio

A causa que buscou o reconhecimento de sua santidade começou sob o Papa Leão XIII em 2 de junho de 1896, que lhe deu o título de servo de Deus. O Papa Bento XV reconheceu suas virtudes heroicas e declarou-o venerável em 11 de abril de 1920. O Papa Pio XI o beatificou em 19 de abril de 1920 e o Papa Pio XII o canonizou na Basílica de São Pedro em 21 de outubro de 1951.
O Papa João Paulo II, durante um discurso à ordem de Gianelli em 17 de fevereiro de 2003, lembrou o santo por seu "desejo ardente de pertencer a Cristo" e o saudou por sua dedicação à evangelização e à pregação.
Desde 4 de junho de 2000, Dom Antonio Maria Gianelli é o padroeiro de Bobbio e Val di Vara.